# 沙斯讷伊
沙斯讷伊（法語：Chasseneuil，法語發音：[ʃasnœj]）是法国安德尔省的一个市镇，位于该省中南部，属于沙托鲁区。

## 地理
沙斯讷伊（46°38'49"N, 1°29'46"E）面积29.85 平方千米，位于法国中央-卢瓦尔河谷大区安德尔省，该省份为法国中部省份，北起卢瓦-谢尔省，西北接安德尔-卢瓦尔省，西南接维埃纳省，南至克勒兹省和上维埃纳省，东临谢尔省。
与沙斯讷伊接壤的市镇（或旧市镇、城区）包括：尼雷勒费龙、拉佩鲁耶、勒蓬克雷蒂安-沙布内、圣戈捷、唐迪、特奈。

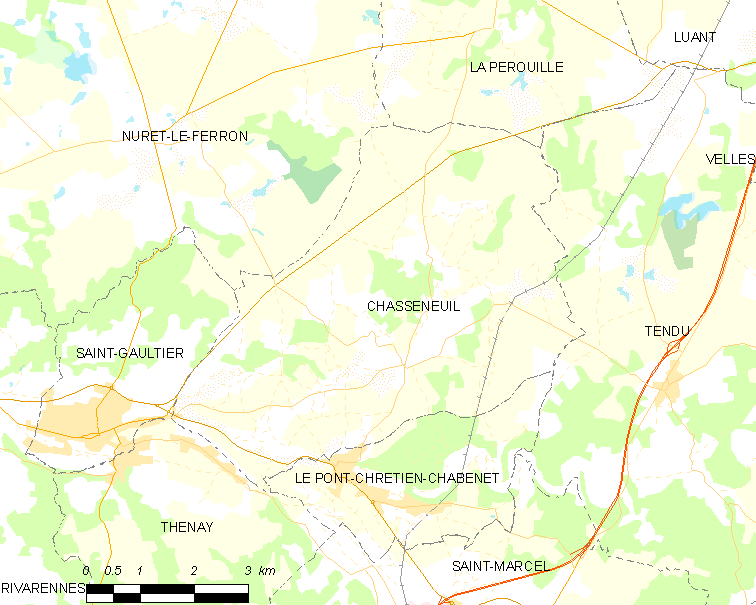
沙斯讷伊的OSM定位图

沙斯讷伊的时区为UTC+01:00、UTC+02:00（夏令时）。

## 行政
沙斯讷伊的邮政编码为36800，INSEE市镇编码为36042。

## 政治
沙斯讷伊所属的省级选区为克勒兹河畔阿让通县。

## 人口

1962-2008年间沙斯讷伊人口变化图示

沙斯讷伊于2022年1月1日时的人口数量为710人。